# 苏鲁乡
苏鲁乡是中国青海省玉树藏族自治州杂多县下辖的一个乡。辖区总面积1730平方公里，常住人口0.4万人，以藏族为主，占总人口的99％。

## 行政区划
桥头溪乡下辖以下地区：
新云牧委会、山荣牧委会和多晓牧委会。